# 阿斯哈特·艾馬甘別托夫
阿斯哈特·卡納托維奇·艾馬甘別托夫（羅馬化：Ashat Qanatūly Aimağambetov，發音：[ɑsχɑt qɑnɑto̙ɫɯ ajmɑɣɑmbʲetəf]；1982年6月14日—），是一位哈薩克斯坦政治人物。他曾經在2019年1月至6月期間擔任該國卡拉干達州副州長，並自同年6月13日起出任中央政府教育和科學部部長。

## 早年生活和教育
艾馬甘別托夫於1982年6月14日在蘇聯哈薩克蘇維埃社會主義共和國（現哈薩克斯坦）卡拉干達州出生，大學時期於卡拉干達國立大學修讀歷史與歷史教育學系並在2003年順利畢業，其後更於2006年取得「未來」卡拉干達實際教育學院（Карагандинский институт актуального образования «Болашак»）法律學位。

## 仕途
艾馬甘別托夫在2002年成為卡拉干達國立大學一位職員，兩年後擔任非政府組織「安薩爾」（Ансар）青年聯盟主席，並於2005年出任「SP 媒體」有限責任合夥公司負責人。2006年，他返回卡拉干達國立大學政治學和社會學系先後擔任講師、高級講師以及副教授等職位，直至六年後才再次離開。
2012年，艾馬甘別托夫出任卡拉干達州努拉區副區長（專責社會事務），兩年後轉任卡拉干達州教育局局長，其後更在2017年8月加入中央政府擔任教育和科學部副部長。2019年1月，他被調回卡拉干達州出任副州長。
2019年6月13日，哈薩克斯坦第二任總統卡西姆若馬爾特·托卡耶夫簽署第5號總統令，任命艾馬甘別托夫為教育和科學部部長。翌年5月27日，托卡耶夫總統簽署第340號總統令，決定成立總統直屬國家經濟增長恢復委員會並委任艾馬甘別托夫為成員之一。

## 爭議
2020年7月，前哈薩克斯坦教育和科學部行政工作與公共採購司司長阿娜勒·卡伊勒別科娃（Анар Каирбекова）指控艾馬甘別托夫涉嫌學術造假以及貪污腐敗。她透過研究與比對其博士論文當中兩個分別於2009年和2019年存在的版本，發現2019年版本不但擁有大量變更與增補，而且還有偽造和篡改原文現象，而上述行為均是艾馬甘別托夫在教育和科學部部長任內進行。
除此之外，她也指出縱使該國境內擁有幾所用以提升教師能力的國立機構，但是教育和科學部依然於2017年至2020年期間批出67億堅戈予一所私人有限責任合夥公司用作教師培訓，其中2019年的發放金額就有34億堅戈，因此她認為艾馬甘別托夫領導下的教育和科學部可能存在貪腐問題。